# Raphaël Tchidimè
 (juin 2024).
Raphaël Tchidimè est un phytothérapeute béninois connu pour ses contributions à la valorisation de la médecine traditionnelle africaine. Il est le promoteur du laboratoire ''Génération Bien-Être (GBE) Santé Plus'' et l’inventeur du remède ''Vita Iron''.

## Biographie

### Débuts et Carrière
Phytothérapeute de formation, Docteur Yao Raphaël Tchidimè est maitre de conférences de l’Université Kwame Nkruma de Kumassi au Ghana. Il est le promoteur du laboratoire ''GBE'' qui fait recours à la tradithérapie pour produire des remèdes synthétiques et modernes. Dans les années 90, il crée d'abord son produit traditionnel ''Vita Iron'' mis sur le marché avant d'installer ses pharmacopées dans plusieurs localités du Bénin. Dans la commune d'Aplahoué, il ouvre une pharmacie de phytothérapie en août 2021.
Il participe à plusieurs forums internationaux en médecine traditionnelle ainsi qu'avec des acteurs pharmaceutiques en raison de son expertise et de ses contributions dans la tradithérapie. En novembre 2023, il signe une convention avec l’Institut de Recherche de Science de Santé (Irss) de Ouagadougou (Burkina Faso).

## Distinctions
Raphaël Tchidimè dispose à son actif plusieurs récompenses  au Bénin comme à l'extérieur : 
- En octobre 2022, il est honoré aux Trophées avenir d’Afrique à Grand-Popo, Bénin, pour sa participation au développement de la médecine traditionnelle[7];
- En juin 2022, il reçoit le trophée du Grand Leader du Développement dans le domaine de la santé (phytothérapie)[7];
- En octobre 2023, lors de la 18ème édition du prix Africain de développement (PADEV) à Kigali, au Rwanda, il est lauréat du prix Africain du mérite et de l’excellence dans la catégorie « meilleur promoteur africain du secteur de la médecine tradi-moderne[8],[9].